# Gordon Murray (ingenieur)
Gordon Murray (Durban, 1946) is een ontwerper van auto's in de Formule 1 en van de McLaren F1, een auto voor de weg.

## Biografie
Murray werd in Zuid-Afrika geboren uit ouders van Schotse komaf. Zijn vader was een motorracer die zijn carrière later voortzette als automonteur van raceauto's.
Gordon Murray studeerde techniek aan het Natal Technical College, dat tegenwoordig verdergaat als de Technische Universiteit van Durban. In 2002 ontving hij van deze universiteit een eredoctoraat. In 1967 en 1968 racete hij tijdens de South African National Class met zijn eigen auto, een IGM Ford.
Murray ontwierp, bouwde en reed in verschillende auto's. Een overzicht van zijn carrière luidt als volgt:
- 1968: ontwerper van de Hawker Siddeley
- 1969-1972: ontwerper bij Brabham in de Formule 1
- 1973-1986: technisch directeur bij Brabham in de Formule 1
- 1987-1989: technisch directeur bij McLaren Racing in de Formule 1
- 1990-2004: technisch directeur bij McLaren Automotive, onderdeel van de McLaren Group

Daarnaast werkte hij aan een groot aantal projecten zoals in 1981 aan verbeteringen van het Britse Midas Cars. Hij ontwierp verder de Rocket, een ultralichte roadster met een open cockpit die aangedreven werd door een 1 litermotor.
Vanwege zijn eredoctoraat wordt hij in de media geregeld aangeduid als Professor Gordon Murray. Hij is columnist voor het Britse Evo Magazine en schrijft voor het Amerikaanse Road & Track.